# Tampalawela Dhammaratana
 (septembre 2019).
Si vous disposez d'ouvrages ou d'articles de référence ou si vous connaissez des sites web de qualité traitant du thème abordé ici, merci de compléter l'article en donnant les références utiles à sa vérifiabilité et en les liant à la section « Notes et références ».
Tampalawela Dhammaratana, né en 1956, est un moine bouddhiste français d'origine sri-lankaise. Son nom patronymique est Dhanapâla signifiant « gardien de la richesse », son prénom laïc Tampalawela vient du nom de la ville située dans la région d'Uva au Sri Lanka. Son nom dharmique est Dhammaratana, mot pâli signifiant joyau du dharma. 

## Biographie

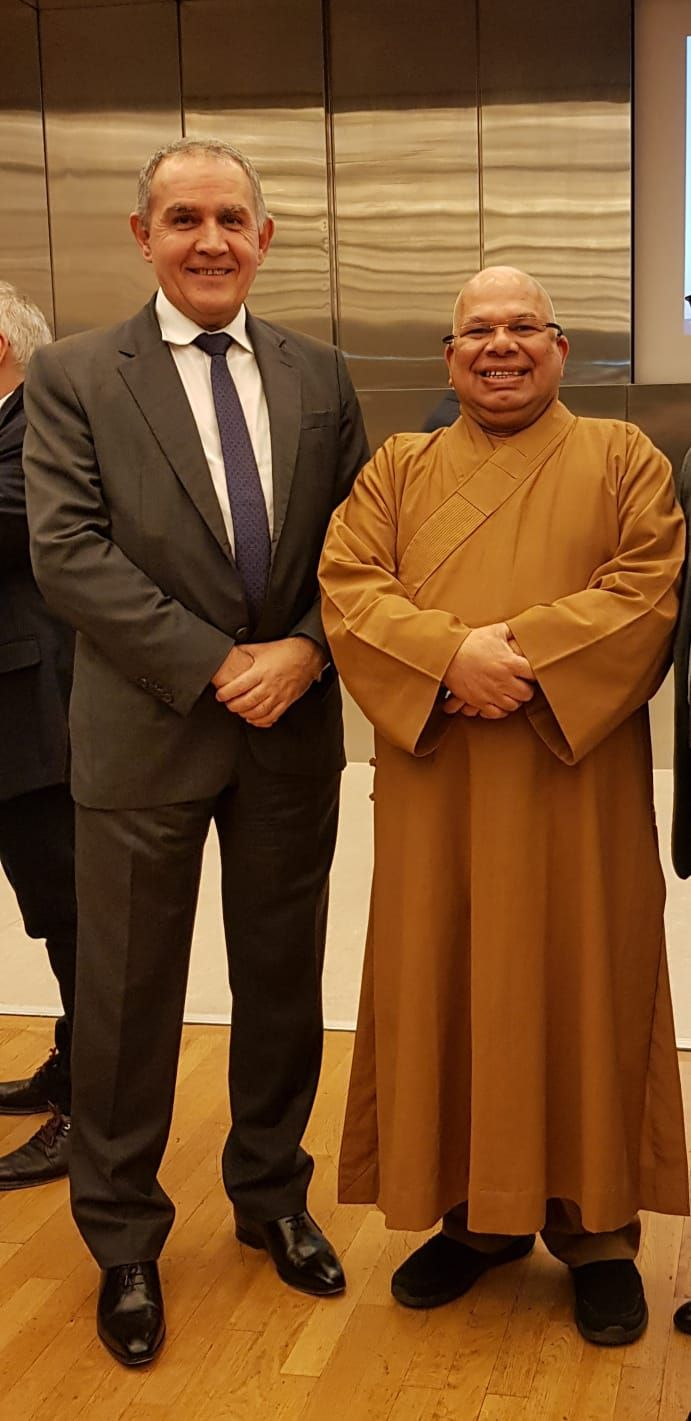
Le Vénérable Tampalawela Dhammaratana avec le Préfet du Val de Marne M. Raymond Le Deun

Tampalawela Dhanapâla est né en 1956 dans une famille bouddhiste de la Province d'Uva au Sri Lanka. À 8 ans, il entre dans l'ordre bouddhique et reçoit en tant que Dhammaratana sa formation dans la tradition theravâda auprès des pandits de la distinction royale. En 1976, à l’âge de 20 ans,  il reçoit l’ordination complète. 
Après ses études secondaires, il entre en 1980 à l'Université de Kelaniya et y obtint sa licence en 1984. Il arrive en France en 1985 et s’inscrit à la Sorbonne, où il obtint sa maîtrise, son diplôme d’études approfondies et son doctorat en 1994 sous la direction du Prof. Michel Hulin. Sa thèse est intitulée Quelques aspects de la doctrine d'anatta (non-soi) dans le canon Pâli.
Il est nommé secrétaire général de la congrégation Linh Son de Joinville-le-Pont. Il fut élu président en 2002 de l'Union Bouddhiste de France. Il a ainsi contribué au développement du bouddhisme en France. 
Il est aussi vice-président de la World Fellowship of Buddhists sise à Bangkok, membre du conseil d'administration du World Buddhist Sangha Council sis à Taipei, membre exécutif du World Buddhist Supreme Tathâgata Followers sis à Séoul et membre du conseil d'administration de l'Université bouddhiste mondiale à Bangkok.
Depuis plus de 15 ans, il est consultant à l'UNESCO, chargé des affaires bouddhistes. Il a participé à l'organisation de la célébration du 2550e anniversaire du Bouddha Shâkyamouni à l'UNESCO avec Jingkong (净空法师), président du Pureland College en Australie.
De 2012 à 2016, il a donné une série de conférences sur le bouddhisme pendant les vacances d'été au sein du célèbre monastère Shaolin, en Chine. 
Il est devenu en octobre 2016 le Directeur général de l'Académie bouddhique Linh Son dont le siège est au 92-94, rue Pasteur, 94400 Vitry-sur-Seine, France. 
Il a été nommé le 21 mars 2018 le représentant bouddhiste de l'ICDV (International Council for the Day of Vesak) à l'ONU (Organisation des Nations unies) siège à New York.
Ayant fondé l'Académie bouddhiste de Francfort en 2021 avec l'aide de la communauté bouddhiste de l'Allemagne, il a été élu le premier président fondateur de cette nouvelle Académie bouddhique, et dirige de plein droit, depuis septembre 2022, avec l'aide du recteur Bhikkhu Pāsādika, toutes les activités académiques telles que les dialogues interculturel et inter-religieux, ainsi que les pratiques spirituelles du dharma bouddhique.  
À l'occasion de son 65e anniversaire, ses amis, disciples et collègues lui ont rendu un hommage profond et sincère en lui offrant un volume de félicitation intitulé Dharmayātrā (La longue Marche du Dharma) comprenant plus de 38 articles de recherches écrits par des spécialistes bouddhistes et professeurs renommés du monde académique, en considération de ses contributions inlassables durant plus d'un demi-siècle pour le développement du bouddhisme à travers les quatre coins du monde, et en commémorant son statut du moine et leader bouddhiste international.  
Étant un savant célèbre et un leader bouddhiste international, le Vénérable Dr Tampalawela Dhammaratana joue un rôle important pour le développement du bouddhisme, de l'éducation, de la paix et de l'action humanitaire dans le monde entier.